# همه‌پرسی قانون اساسی زامبیا (۲۰۱۶)
در روز پنجشنبه ۱۱ اوت ۲۰۱۶ برابر با ۲۱ مرداد ۱۳۹۵ یک همه‌پرسی به منظور تغییر قانون اساسی در زامبیا انجام گرفت. همزمان با این همه‌پرسی انتخابات سراسری این کشور نیز برگزار شد تا بدین ترتیب در هزینه‌ها صرفه‌جویی به عمل آید. در همه‌پرسی ۲۱ مرداد از رأی‌دهندگان پرسیده شد که آیا با اصلاحات پیشنهادی اعلامیه حقوق شهروندی و اصل ۷۹ که افزودن متمم‌ها در آینده را تسهیل خواهد ساخت موافق هستند یا خیر.
با وجود آنکه ۷۱٪ از شرکت‌کنندگان، اصلاحات را تأیید کردند اما مشارکت تنها ۴۴٪ بود و در نتیجه این اصلاحات تصویب نشدند.

## زمینه
این همه‌پرسی می‌کوشید اعلامیه حقوق شهروندی را اصلاح کرده و ارتقا دهد. همچنین اصل ۷۹ را لغو کرده و اصل دیگری را جایگزین آن کند. تغییرات تحت اعلامیه حقوق شهروندی عبارتند از متمم «حقوق شهروندی و سیاسی» به همراه بخش «حقوق اقتصادی، اجتماعی، فرهنگی و محیط زیستی» و بخش «حقوق ثانویه و ویژه».
پرسش این همه‌پرسی به شکل رسمی در مطبوعات بدین صورت آمد:
| « | آیا با اصلاحات قانون اساسی برای اعتلای اعلامیه حقوق بشر در بخش سوم از قانون اساسی زامبیا و لغو و جایگزینی اصل ۷۹ قانون اساسی زامبیا موافق هستید؟ | » |

## نظام انتخابی
برای تصویب تغییرات باید دستکم ۵۰٪ مردم در همه‌پرسی شرکت می‌کردند و اکثریت آن‌ها به آن رأی می‌دادند. دفتر مرکزی آمار زامبیا اعلام کرده بود که ۷ میلیون نفر در این کشور واجد شرایط رأی دادن بودند و این بدان معنا است که تصویب تغییرات جدید به مشارکت دستکم ۳/۵ میلیون نفر نیاز داشت. در انتخابات‌های سراسری گذشته مشارکت‌ها پایین بودند لذا کارشناسان نگران بودند که به خاطر شروط صلاحیت گوناگون موجود در انتخابات سراسری، همه‌پرسی قانون اساسی موجب سردرگمی و اتلاف منابع شود.

## نتیجه
| رأی                | تعداد     | درصد  |
| ------------------ | --------- | ----- |
| موافق              | ۱٬۸۵۲٬۵۵۹ | ۷۱٫۰۹ |
| مخالف              | ۷۵۳٬۵۴۹   | ۲۸٫۹۱ |
| باطله              | ۷۳۹٬۳۶۳   | −     |
| کل                 | ۳٬۳۴۵٬۴۷۱ | ۱۰۰   |
| ثبت‌نام‌شده‌ها/مشارکت | ۷٬۵۲۸٬۰۹۱ | ۴۴٫۴۴ |
| منبع: ECZ          |           |       |